# Château de Lacoste (Vaucluse)
Pour les articles homonymes, voir Château de Lacoste.
Le château de Lacoste (anciennement et conformément à l'étymologie, La Coste) est situé dans le village éponyme, dans le département de Vaucluse et la région Provence-Alpes-Côte d'Azur. Les habitants du village et de la région le nomment généralement « le château du marquis de Sade », car ce fut son dernier propriétaire, jusqu'au moment où l'édifice fut détruit, pendant la Révolution française.

## Emplacement

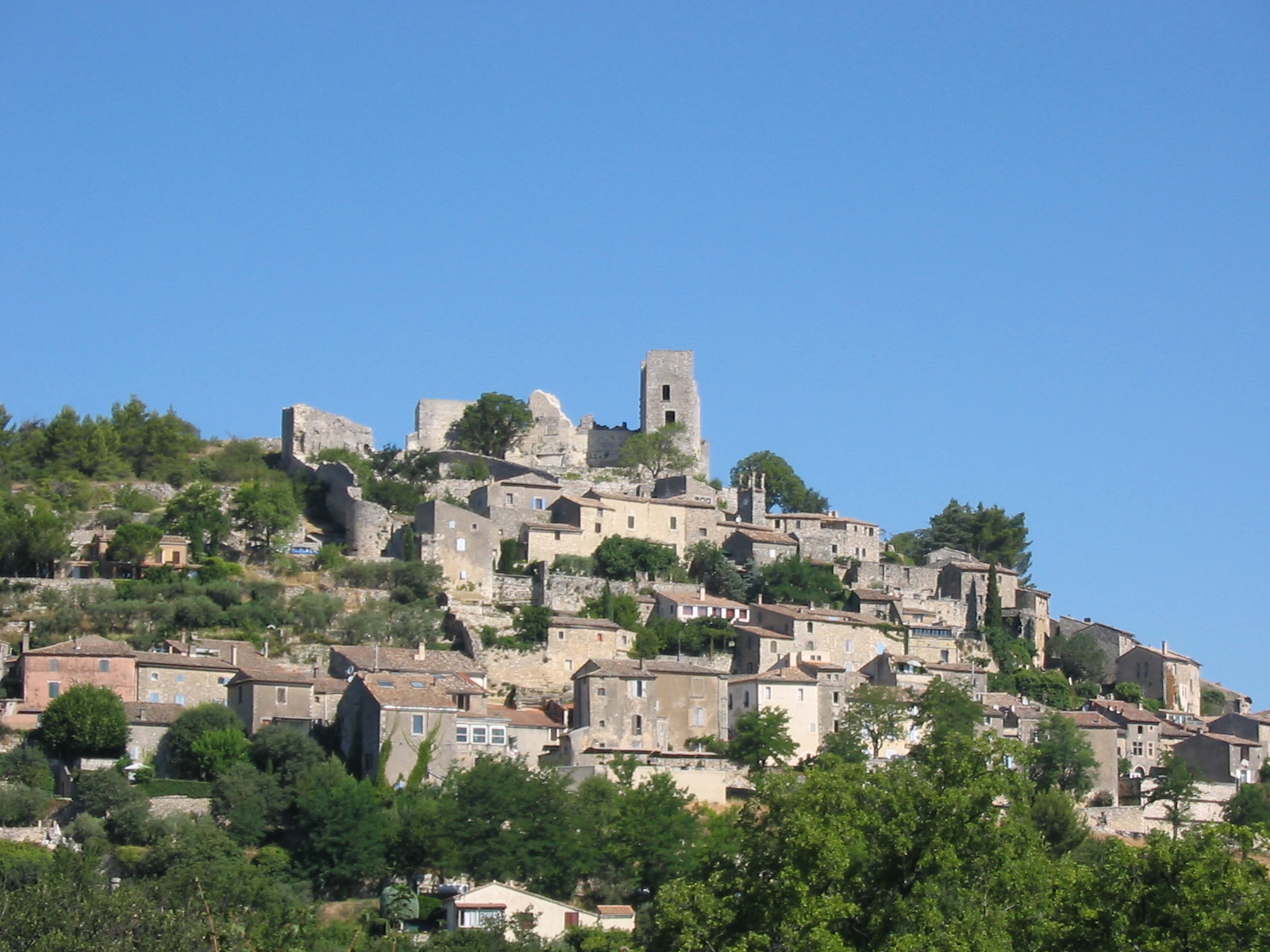
Au sommet du village, les ruines du château du marquis de Sade, pillé à la Révolution.

Il est posé sur le sommet d'une extension du flanc nord du petit Luberon sur laquelle est regroupé le village. Cette position offre à ses occupants de superbes vues sur la vallée du Calavon, les monts de Vaucluse avec en arrière-plan le Ventoux et les Alpes, mais aussi sur le village de Bonnieux que l'on aperçoit sur une proche colline.

## Histoire

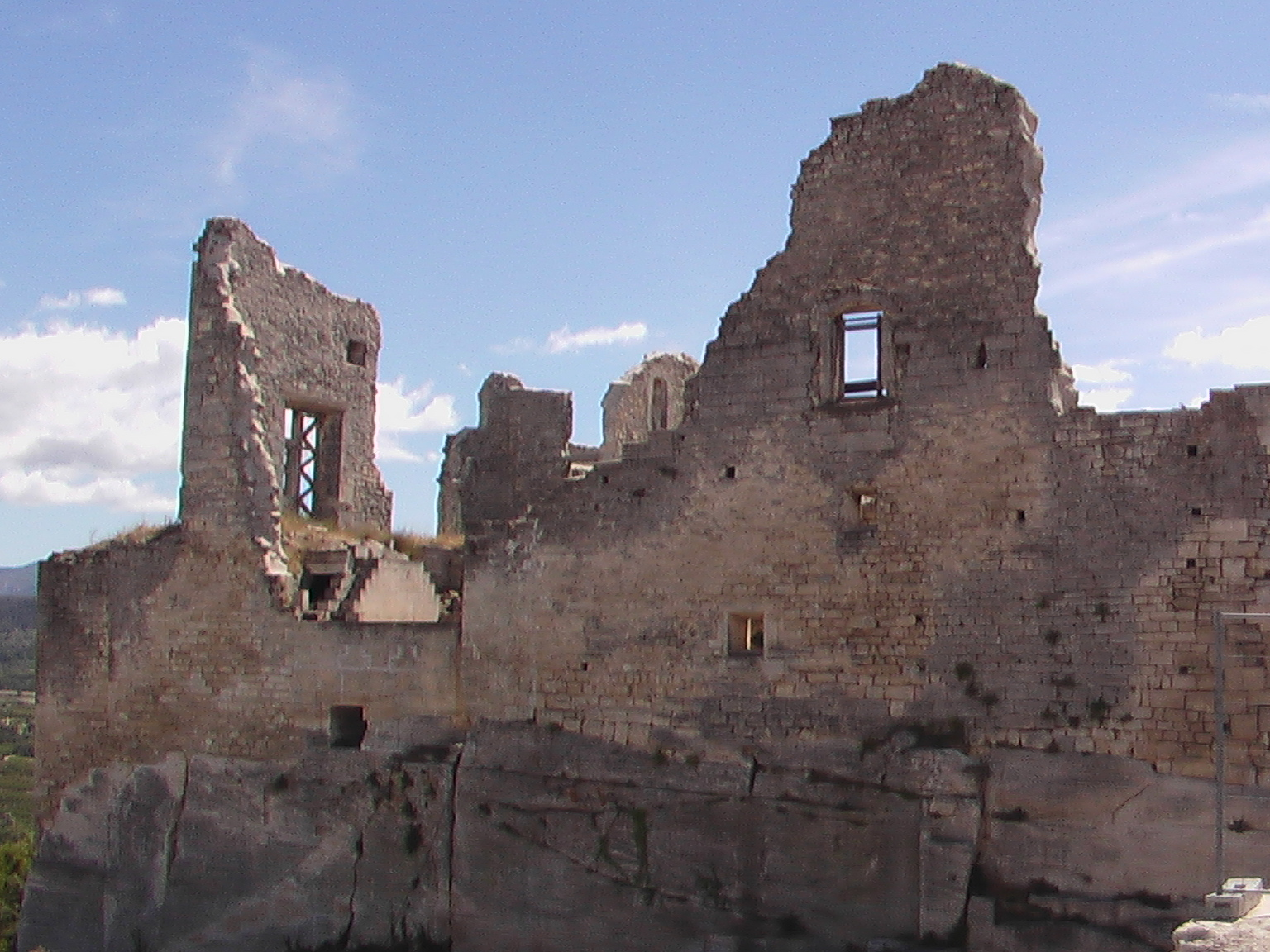
Château de Lacoste.

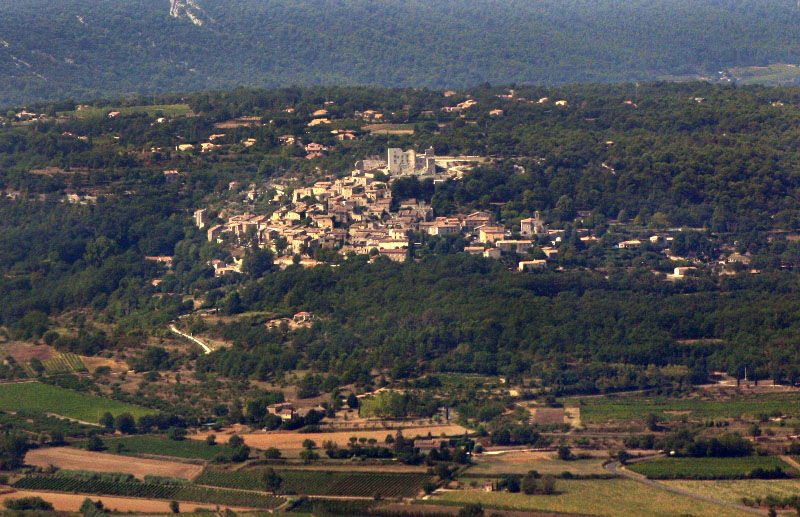
Vue aérienne du château et du village de Lacoste.

Son origine est du XIe siècle, mais il a été largement modifié par la suite.
Il est longtemps resté la propriété de la famille des Simiane issue de la maison d’Agoult.
Deux hypothèses s'affrontent quant au passage des Simiane aux Sade.
- En 1627, Diane Simiane épouse Jean-Baptiste de Sade, ancêtre du Marquis de Sade, qui devient alors propriétaire du domaine.
- En 1716, Isabelle Simiane lègue le château à son cousin Gaspard François de Sade, Seigneur de Saumane et de Mazan. Cette dernière hypothèse reste la plus probable.

Le marquis de Sade y séjourna de 1769 à 1772, entre le scandale d'Arcueil et celui de Marseille, puis après celui-ci et sa fuite en Italie, s'y réfugia jusqu'à son incarcération au donjon de Vincennes en 1777. Évadé lors de son transfert à Aix, il s'y réfugiera une dernière fois du 18 juillet au 26 août 1778 avant d'être reconduit à Vincennes.
C’est en 1772 qu'il fit ici son plus long séjour, au cours duquel il se fit construire dans son château un théâtre pouvant accueillir 120 spectateurs à chaque représentation. Tout au long de ses internements, il aura pour La Coste « un attachement extraordinaire », comme en témoigne sa correspondance, en particulier avec Gaufridy, notaire d'Apt qui s'occupe de ses affaires et biens en Provence. 
À la Révolution, le château est vandalisé et détruit en grande partie, en septembre 1792. Les matériaux qui le composaient sont revendus pour d'autres constructions. Sade, qui est alors à Paris et membre de la section des Piques, s'en émeut : « Quelle perte ! Elle est au-dessus de l'expression. [...] Je suis au désespoir ! »
Criblé de dettes, en l’an IV de la République [1796], Sade est contraint de vendre le château et ses terres à Rovère, député de Vaucluse, natif de Bonnieux, qui entend « fonder une sorte de dynastie » dans la région. Mais le grand projet de prospérité du député avorte, puisqu'il sera victime du coup d'État du 18 fructidor, et sera déporté en Guyane où il mourra à Sinnamary en 1798.
Le 29 juin 1816, Maître André rédige l'acte de vente du domaine de Lacoste au Sieur Pierre Grégoire, menuisier et agriculteur. Le château est acheté pour la somme de douze cents francs à Marie-Augustine Angélique de Vachon de Briançon-Belmont (1767-1818), veuve Rovère : « en ruine... sans portes, fenêtres ni fers et couvert en partie avec dépendances quelconques en terre labourable, hermes et rochers... ».
En 1952, André Bouer, professeur des collèges, en devient propriétaire et se consacre alors à sa restauration. 
Le 21 août 1992, le château est inscrit au titre des monuments historiques.
En 2001, le couturier français d'origine italienne Pierre Cardin (1922-2020), membre de l'Académie des beaux-arts depuis 1992, l'achète, s'engageant auprès de l'ancien propriétaire à le céder à l'Institut de France à sa mort, ce qui ne laisse pas indifférent les habitants du village,. Il y lance le Festival de Lacoste d'art lyrique et de théâtre, événement estival annuel organisé dans les carrières à l'ouest du château en ruine dont il entreprend la restauration. En 2020, il lance le premier Festival du Cinéma de Lacoste et meurt le 29 décembre suivant.
Héritier des biens de Cardin dont le château, son neveu, Rodrigo Basilicati Cardin se retrouve en 2023 au cœur d'une bataille judiciaire.

## Le château dans l'art
Le marquis de Sade avait décrit son château dans La Marquise de Gange (1813) et dans Les Cent Vingt Journées de Sodome sous le nom de château de Silling.